# Drama (Taïwan)
 (janvier 2015).
Si vous disposez d'ouvrages ou d'articles de référence ou si vous connaissez des sites web de qualité traitant du thème abordé ici, merci de compléter l'article en donnant les références utiles à sa vérifiabilité et en les liant à la section « Notes et références ».
Pour les articles homonymes, voir Drama.

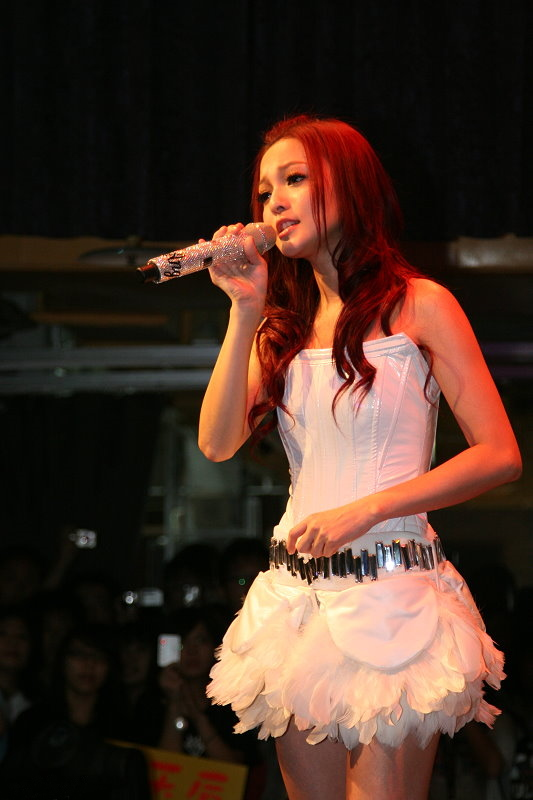
Angela Zhang.

Un drama taïwanais (chinois : 台灣電視劇 — pinyin : Táiwān Diànshìjù ; usuellement appelé TDrama ou TWDrama par les fans) est une série télévisée de plusieurs épisodes qui se suivent (épisodes de dix à quarante et une heure). Les dramas sont produits à Taïwan et sont devenus de plus en plus populaires dans la communauté parlant le mandarin à l'échelle internationale. Dans les dramas jouent non seulement des acteurs professionnels, mais aussi souvent des célébrités, des chanteurs, des idoles... Le terme « drama taïwanais » fait référence aux mini-séries taïwanaise en général, même si on y trouve beaucoup plus d’éléments de comédie (voire de comédie romantique) que de dramatique.

## Langue
Les dramas taïwanais sont généralement produits en mandarin. Moins fréquemment, ils peuvent être produits en langue taïwanaise. D'une façon générale, les personnages parleront principalement en mandarin, mais leur discours peuvent avoir une colorité taïwanaise. Généralement, ce sont ceux qui jouent les parents en provenance de zones plus rurales, qui prendront la parole en taïwanais.

## Spécificité
Comparé à d'autres pays, les dramas taïwanais se concentrent généralement plus sur le romantisme. Les dramas de criminalité, de policiers, d'avocat, et de médecin sont moins fréquents à Taïwan que les dramas romantiques. Les dramas taïwanais ont aussi tendance à avoir moins de violence et du contenu sexuel que beaucoup d'autres feuilletons et dramas de grande écoute.

## Histoire du drama taïwanais
Le drama taïwanais date des années 1960. Ensuite, durant 50 années de développement, et de changements liés à des facteurs politiques, économiques, culturels, idéologiques et autres, son développement suit plusieurs périodes d'évolution :

### Stade embryonnaire: ledramade propagande politique (années 1960-1970)
En décembre 1949, le Kuomintang est venu à Taïwan par l’intermédiaire de Tchang Kaï-chek, et a créé, avec l'appui des États-Unis, la 1re République ; donc pendant que la Chine était communiste, Taïwan était nationaliste. Enfin, du fait des émeutes, la loi martiale à Taïwan était déclarée, et Taïwan était en pleine période de Terreur blanche.
Le 20 mai 1960, sous la présidence de Tchang Kaï-chek, les autorités de Taïwan font une 1re diffusion télévisée. C'est à la fois premier reportage télévisé, et le point de départ pour le développement de la télévision de Taïwan.
Le 10 octobre 1962 correspond à l'ouverture de TTV (Taiwan Television) ; durant cette même année a été diffusé le drama Retourner l’étreinte (重回懷抱). L'audience télévisée augmentant, TTV a par la suite produit pleins de dramas taïwanais, sous forme de contes populaires, et de chansons adaptées en costume taïwanais, tels que Wu Feng (吳鳳), Sheng Goes to Taiwan (周成過台灣)... Elle a produit le drama Take it (浮生若夢) qui est devenu l'un des premiers grand drama taïwanais.
Le 31 octobre 1969 a ouvert China Television Company (CTV), la seconde chaîne de télévision taïwanaise, qu'a produit Gin (晶晶), le premier drama en langue chinoise. L'histoire, et le jeu des personnages ont eu une réponse favorable du public. Au départ, chaque épisode faisait 15 minutes, et à la suite de la demande des téléspectateurs, elle est passée à 30 minutes. Depuis lors, le drama est devenu la principale forme de théâtre taïwanais.
Par la suite, le 31 octobre 1971 a ouvert Chinese Television System (CTS), une chaîne qui propose des programmes éducatifs. À cette époque, le nombre de ménages utilisant ta télévision à Taïwan a continué à augmenter, d'autant plus avec l’arrivée de la télévision en couleur. Cela a permis aux dramas de se développer d'autant plus (Justice Bao (包青天) avec 350 épisodes, Gardes du corps (保鑣) avec 256 épisodes). Du fait de la concurrence entre ces 3 chaînes, cette période correspond aussi à une amélioration en ce qui concerne la qualité des dramas ; il s'agit d'un âge d'or des séries de drama.
Cependant, à cette époque des années 1960 et 1970 (en pleine période de loi martiale), avant chaque diffusion, il y avait un contrôle stricte de l’État par rapport aux contenus des dramas. Sous la forme, les stations de télévision de Taïwan et la Chine devaient d'assumer le même travail de plaidoyer politique, joué par l'éducation politique, copie de l'idéologie officielle. Pendant que les chaînes de télévision chinoises inculquaient des idées communistes, les chaînes de télévision de Taïwan devaient assumer le travail d'endoctrinement politique, avec la particularité d'inculquer une politique anti-communiste et sioniste (反共複国). Par exemple, les dramas Gin (晶晶), le pont du cœur (心橋), et Jubilee (春雷) sont une forte propagande politique. Enfin, les dramas Froid (寒流), 風雨生信心, et les rivières et les montagnes du Printemps (河山春曉) ont été étroitement supervisés par le Political Warfare Bureau (国防部總政治作戰部). Dans ce processus, le rôle de drama politique était devenu un outil pour « purifier l'esprit ».

### Vent de liberté, et diversification desdramas(années 1980)
Les années 1980 ont été un tournant dans l'industrie de la télévision taïwanaise. En effet, du fait du décollage économique de Taïwan et du développement de l'urbanisation de la fin des années 1970, les informations présentées dans la société taïwanaise des années 1980 se sont diversifiées. Face à l'ouverture de la société vers une société de consommation, la télévision publique s'est peu à peu ouverte à la tolérance, à la liberté et a créé de nouveaux drames populaires, divertissants, avec une très grande créativité.
En 1986, après quatre décennies de la loi martiale, Taïwan a repris les échanges économiques et culturels entre les deux rives (avec la Chine), ce qui fait que les programmes télévisés se sont élargis et diversifiés. Il n'y a plus de censure au niveau de la production des drames, et des acteurs chinois ont pu commencer à jouer dans des dramas taïwanais ; par exemple dans le drama Autant en emporte le vent (随風而逝).

#### Diversification vers ledramahistorique, et d'arts martiaux
Dans les années 1980, les dramas taïwanais — du fait du rajout des arts martiaux dans un environnement historique — ont connu une période d'âge d'or.
En 1981, la diffusion (par la CTV) de la série Chu Liu Xiang (楚留香), qui est un Wuxia basé sur les écrits de l’écrivain taïwanais Gu Long, a apporté un « souffle de fraîcheur ».
Ainsi, Taïwan a réalisé pleins de Wuxia (dramas d'histoire et d'arts martiaux). Presque toutes ces drames sont adaptés de l'écrivain des arts martiaux Jin Yong et des œuvres de Gu Long. De 1983 à 1986, le théâtre des arts martiaux était à la fois très populaire à Hong Kong et à Taïwan.
Le wuxiapian apparaît dans le cinéma chinois, sous la République de Chine, dès les années 1920 sous l'influence de la « terreur blanche chinoise » instaurée par Tchang Kaï-chek à partir de 1926. L'un des tout premiers est Li Feifei : une chevalière errante (1925) mais c'est L'Incendie du monastère du Lotus rouge en 1928, de la Société cinématographique Mingxing qui marque le premier grand succès du genre (il connaîtra dix-sept suites). À la fin des années 1930, il connaît un grand essor en particulier dans la région de Canton. Le wuxiapian est par la suite interdit par le régime communiste[réf. nécessaire][Quand ?], mais continuera dans les autres régions sinophones (telles Taïwan dans les années 1980). Ainsi apparaissent plusieurs dramas taïwanais ayant pour genre le Wuxia :
- En 1984, Book and Sword Chronicles (書劍江山)
- En 1985, The Book and the Sword (書劍恩仇錄)

Une des actrices taïwanaises que l'on retrouve assez fréquemment dans le Wuxia est Angela Mao. Elle est d'ailleurs surnommé « lady kungfu ».

#### Diversification vers le drama romantique
Après le milieu des années 1980, le drama romantique est devenu une autre tendance à Taïwan. Par exemple, il y a eu les dramas :
- un léger sentiment (牵情) en 1985, premier drama romantique diffusé, avec Koushi (寇世勋), 蔡燦得 et 丁華寵 .
- The Unforgettable Character (在水一方) en 1988 avec Leanne Liu.
- Where the Rainbow flies (海鷗飛处彩雲飛)[1] en 1989 (qui est une combinaison de deux romans 海鷗飛處 et 彩雲飛)[N 1], avec Zheng Rui et Li Sheng (ces deux acteurs joueront beaucoup plus tard dans le remake de 2011 de My Fair Princess : New My Fair Princess).
- Six rêves (六個夢) en 1990 avec Leanne Liu, Jin Chao-chun...

Et aussi plusieurs dramas romantiques, avec Leanne Liu et Chin Han :
- Many Enchanting Nights (几度夕阳红), en 1986.
- Misty Rain (煙雨濛濛) en 1986.
- You Can't Tell Him (庭院深深) en 1987.

Le drama The Impress of the Dynasty (一代女皇) de 1985, avec Angela Pan jouant la vie de Wu Zetian, a été un très grand succès.

### Ledramataïwanais, en période de pleine concurrence (années 1990)
Dans les années 1990, le drama taïwanais est entré en concurrence avec d'autres pays. Pour faire face à la concurrence, le drama taïwanais s'est diversifié, et a aussi commencé à créer des dramas plus locaux. L'intégration de la province et de thèmes ethniques provinciaux dans les drames taïwanais est devenue l'un des plus importantes type de drama taïwanais des années 1990.

## Sous-genres

### Dramahistorique

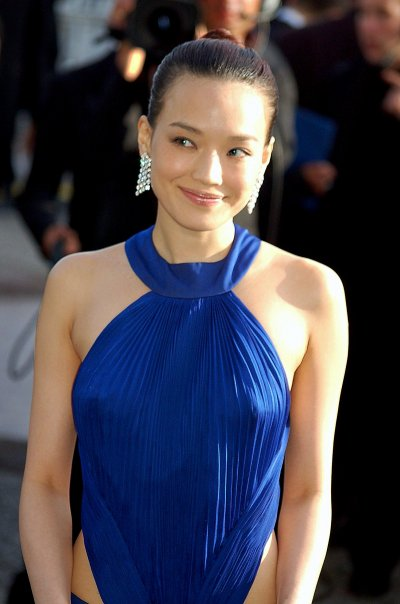
Shu Qi
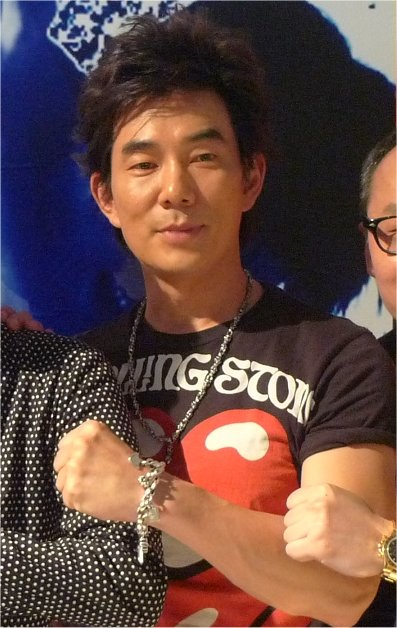
Richie Ren
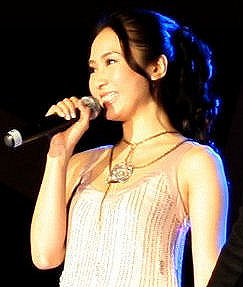
Gigi Lai
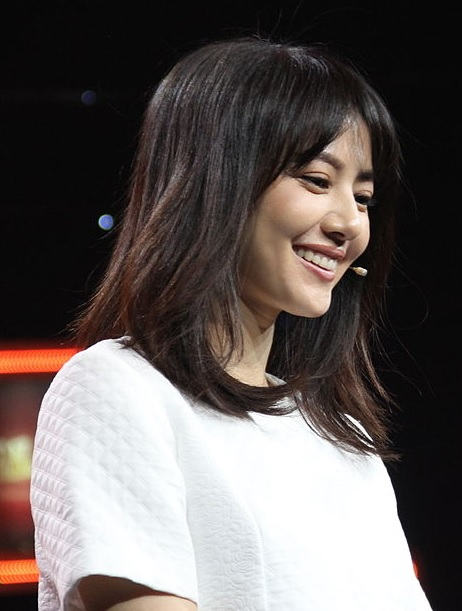
Gao Yuanyuan

Dans les drama taïwanais, on peut trouver du Wuxia, qui est un sous-genre du drama historique.
Voir la liste des drama taïwanais sous forme de Wuxia

### Drama romantique
Voir la liste des drama taïwanais sous forme de romance.
Un drama romantique est un sous-genre de drama dans lequel y est adjoint le genre romantique.
On retrouve cela dans les dramas taiwanais. Par exemple :
- 1985 : un léger sentiment (牵情).
- 1986 : Many Enchanting Nights (几度夕阳红).
- 1986 : Misty Rain (煙雨濛濛).
- 1988 : The Unforgettable Character (在水一方).
- 1989 : Where the Rainbow flies (海鷗飛处彩雲飛).
- 1990 : Six rêves (六個夢).

On retrouve aussi cela dans les dramas japonais.

### Reality drama
Un Reality Drama est un sous-genre de drama dans lequel y est adjoint le genre reality.
On retrouve cela dans des dramas taiwanais. Par exemple :
- 1983 - Star Knows My Heart (星星知我心)
- 1984 - Last Night Stars (昨夜星辰)
- 1998 - Old House Has Joy (老房有喜)
- 1999 - April Days (Ren jian si yue tian) (人間四月天)
- 1999 - Once Upon a Time (曾經) - 2000 Best Mini-Series for 25th Golden Bell Awards
- 2001 - The Pawnshop No. 8 (第8號當舖)
- 2004 à 2006 - The Unforgettable Memory (意難忘) - Formosa TV (FTV)
- 2007 - New Last Night Stars (新昨夜星辰)

### Idol drama
Un idol drama (偶像剧/偶像劇 en chinois) est une série télévisée d'origine taïwanaise. Il tire son nom du fait que l'essentiel des acteurs et actrices jouant dans ces séries sont dans leur pays considérés comme des idoles, de jeunes stars de la chanson ou du monde du petit écran.
Les idol drama sont généralement destinés à un public d'adolescents (essentiellement féminin) ou de jeunes adultes.
Bien souvent les idol dramas mettent en scène un petit groupe de garçons ou de filles qui en dehors de la série sont également un groupe de musique à part entière.

## Liste dedramastaïwanais
- Liste de dramas taïwanais avant 2000
- Liste de dramas taïwanais de 2000 à 2010
- Liste de dramas taïwanais à partir de 2011

## Liste des couples à l’écran

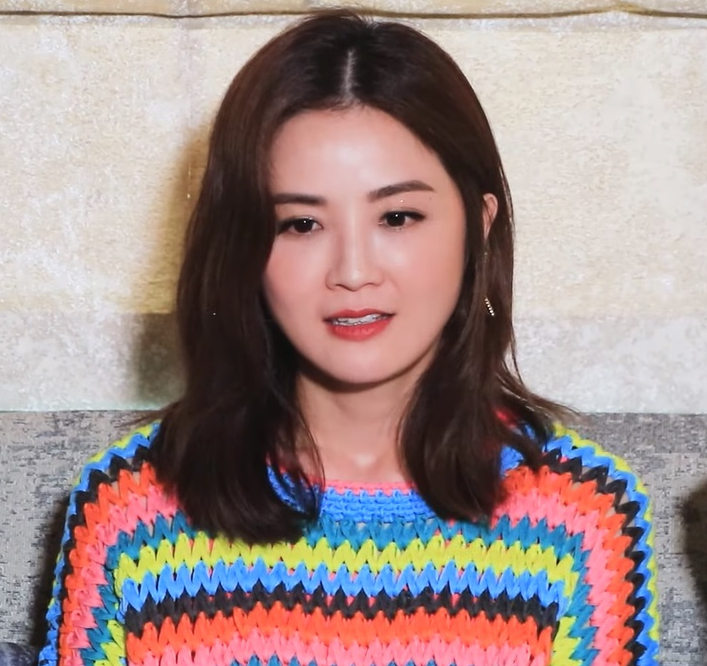
Charlene Choi
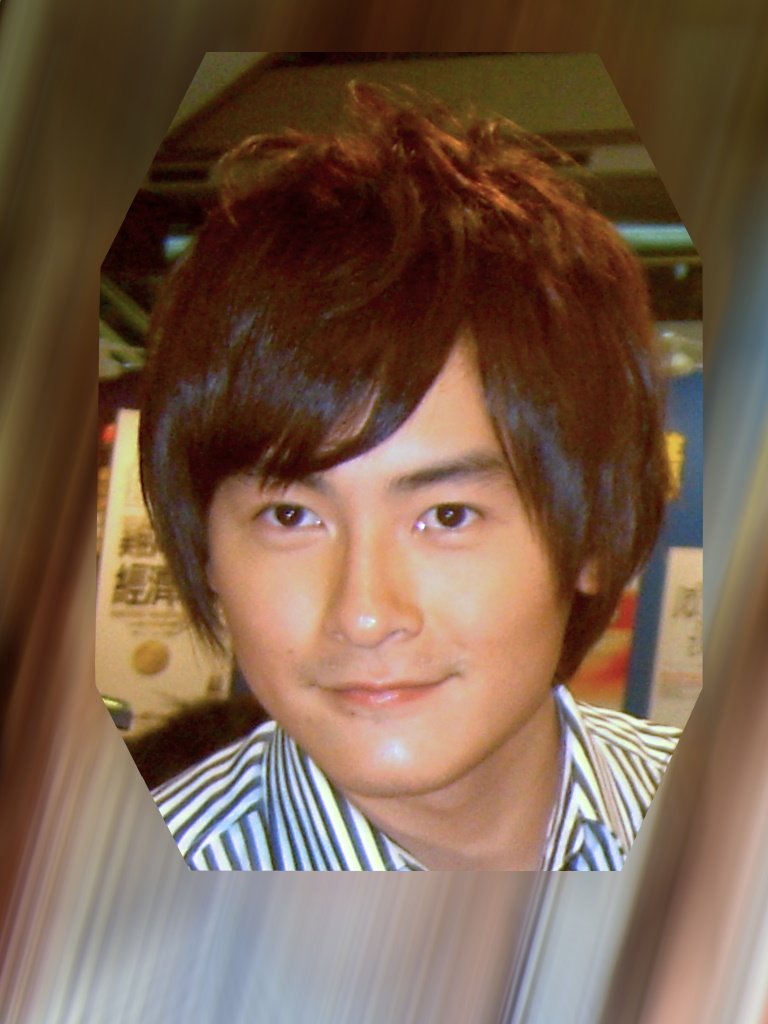
Joe Cheng
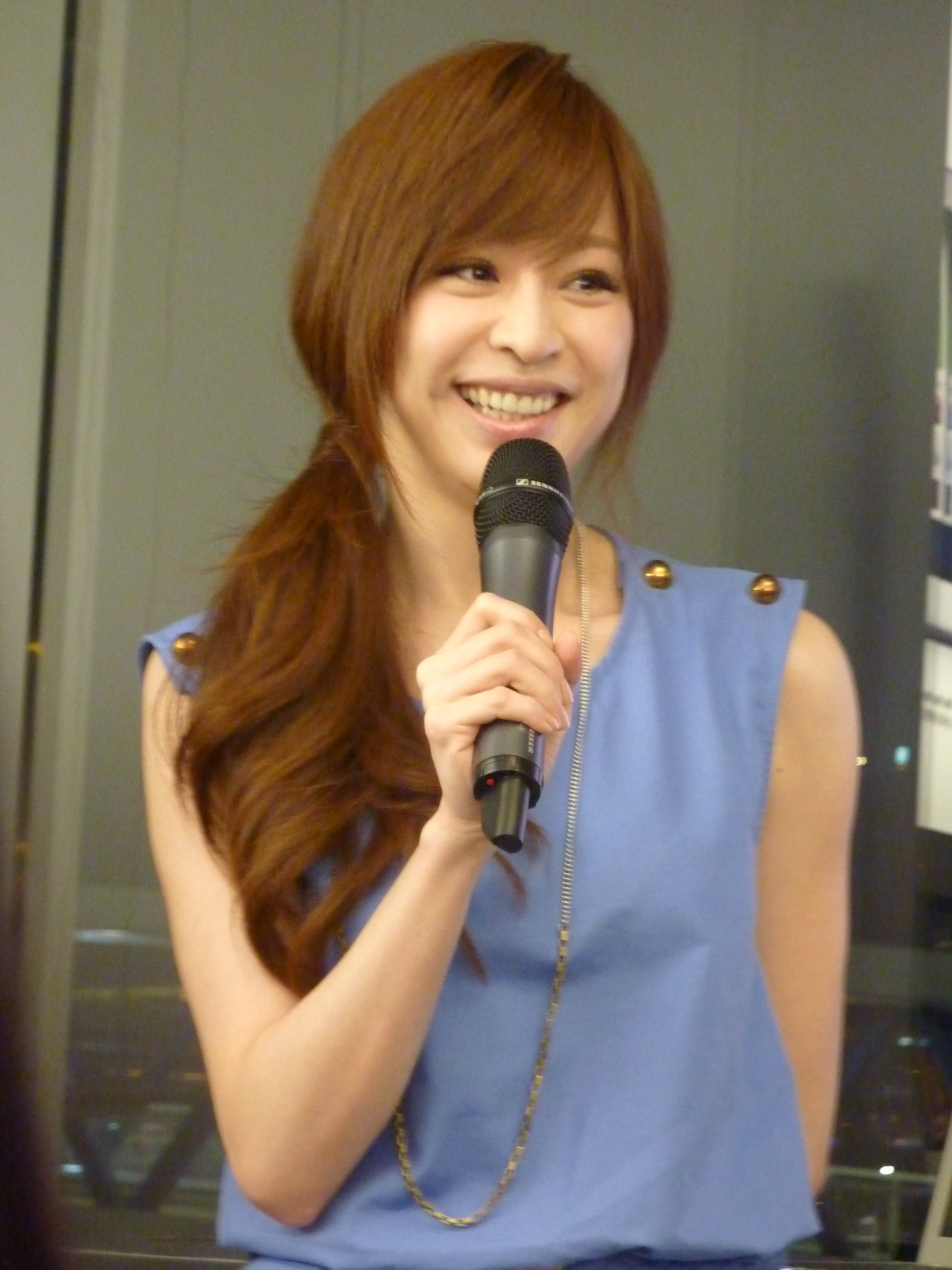
Cyndi Wang
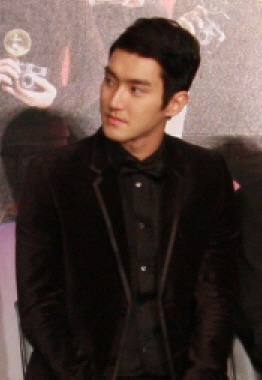
Choi Si-won
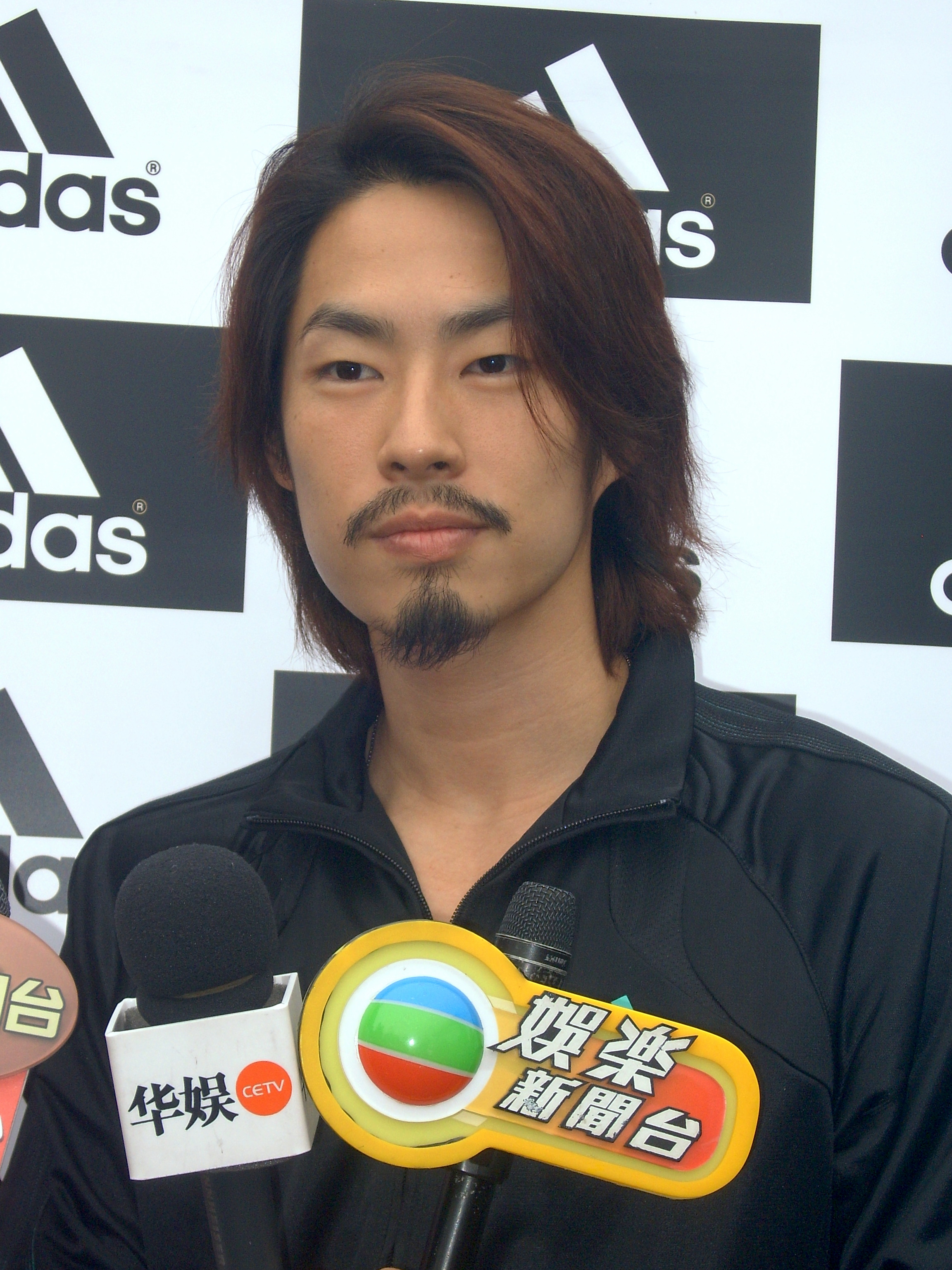
Vanness Wu
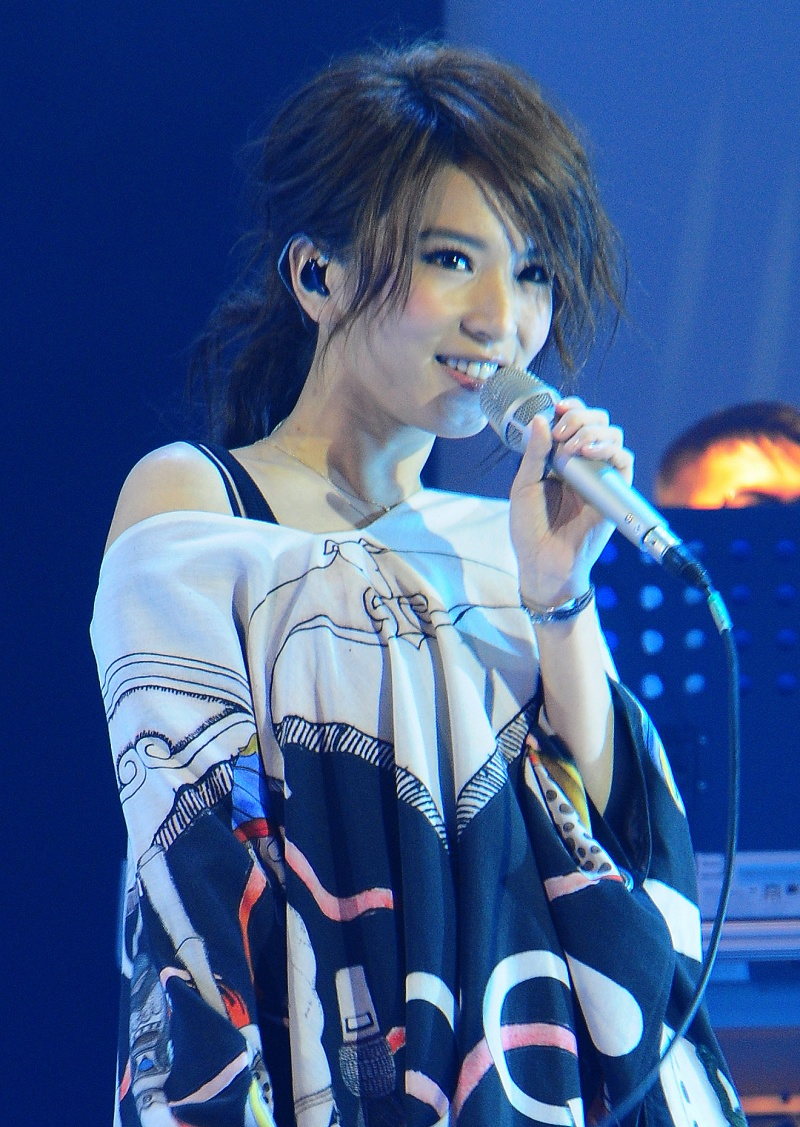
Hebe Tien
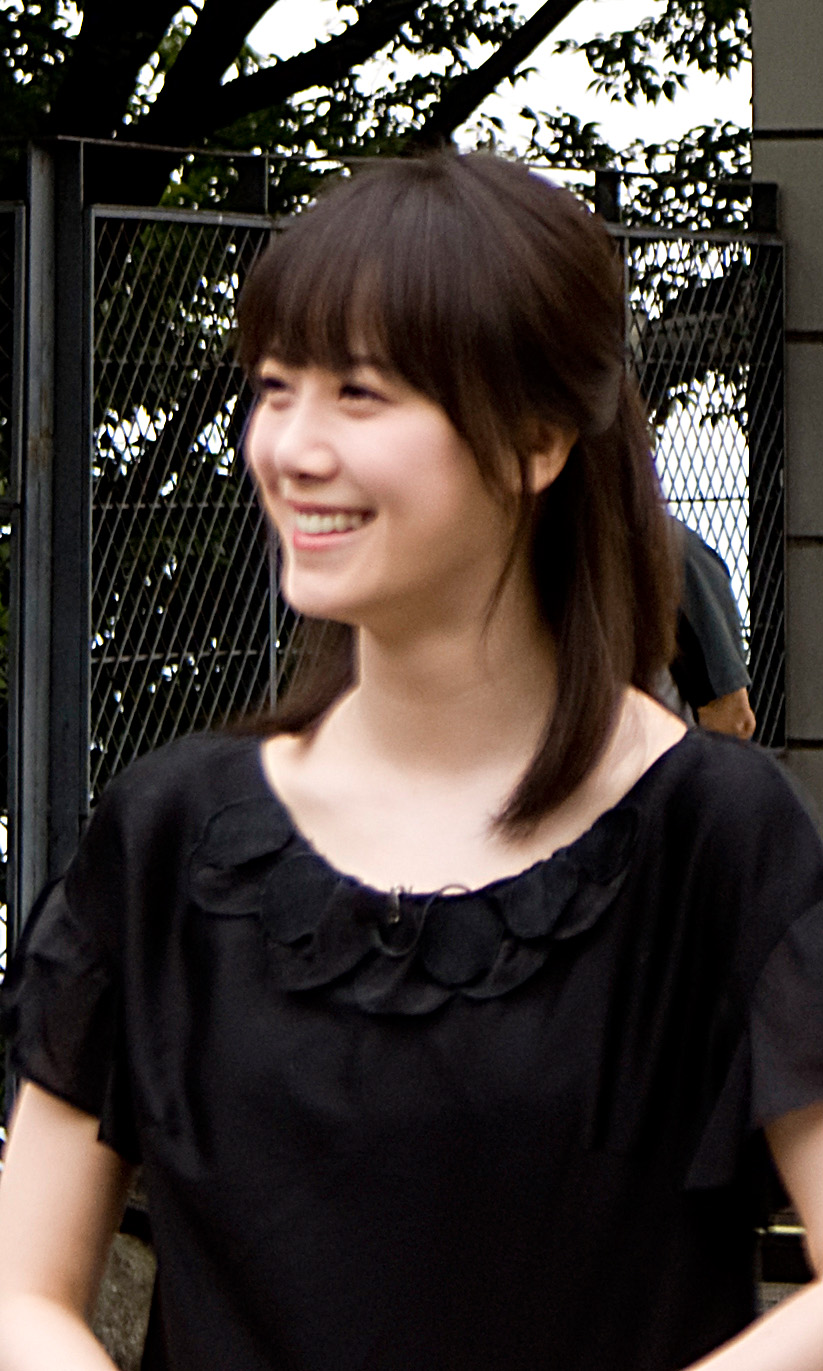
Ku Hye Sun
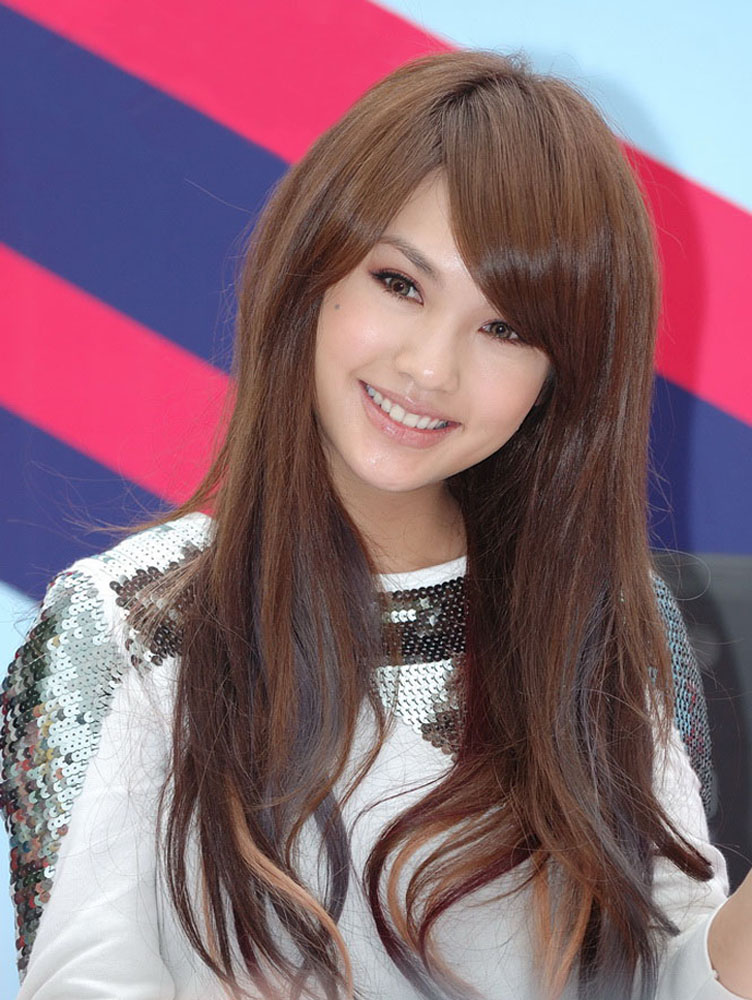
Rainie Yang

| Acteur       | Actrice        | Drama(s)                                                                                         |
| ------------ | -------------- | ------------------------------------------------------------------------------------------------ |
| Aaron Yan    | Gui Gui        | Mysterious Incredible Terminator                                                                 |
| Aaron Yan    | Serena Fang    | Gloomy Salad Days                                                                                |
| Aaron Yan    | Puff Kuo       | Just You                                                                                         |
| Aaron Yan    | Tia Li         | Fall in Love With Me                                                                             |
| Alien Huang  | Summer Meng    | Sweet Sweet Bodyguard                                                                            |
| Alien Huang  | Michelle Chen  | Lin Bei                                                                                          |
| Alien Huang  | Joanne Zeng    | Rogue Principal                                                                                  |
| Ao Quan      | Da Ya          | Brown Sugar Macchiato                                                                            |
| Calvin Chen  | Reen Yu        | Love Buffet                                                                                      |
| Dylan Kuo    | Ady An         | The Outsiders I & II                                                                             |
| Ethan Juan   | Joe Chen       | Fated to Love You                                                                                |
| Jerry Huang  | Ella Chen      | The Rose                                                                                         |
| Jerry Yan    | Barbie Hsu     | Meteor Garden Meteor Garden II                                                                   |
| Jerry Yan    | Zhou Cai Shi   | Hot Shot                                                                                         |
| Jerry Yan    | Terri Kwan     | Starlit                                                                                          |
| Jerry Yan    | Ella Chen      | Down With Love                                                                                   |
| Jimmy Lin    | Yoo Ha Na      | My Lucky Star                                                                                    |
| Jiro Wang    | Genie Chuo     | Rolling Love                                                                                     |
| Jiro Wang    | Rainie Yang    | ToGetHer                                                                                         |
| Jiro Wang    | Cyndi Wang     | Momo Love                                                                                        |
| Jiro Wang    | Ku Hye-sun     | Absolute Darling                                                                                 |
| Joe Cheng    | Amber Kuo      | Channel-X                                                                                        |
| Joe Cheng    | Ariel Lin      | It Started With a Kiss They Kiss Again Love or Bread                                             |
| Joe Cheng    | Kimi Hsia      | Magic Ring                                                                                       |
| Joseph Chang | Rainie Yang    | Love You                                                                                         |
| Blue Lan     | Joe Chen       | Easy Fortune Happy Life                                                                          |
| Mike He      | Ariel Lin      | Love Contract                                                                                    |
| Mike He      | Rainie Yang    | Devil Beside You Why Why Love                                                                    |
| Mike He      | Hebe Tien      | Bull Fighting                                                                                    |
| Mike He      | Charlene Choi  | Calling For Love                                                                                 |
| Mike He      | Janine Chang   | Sunny Happiness                                                                                  |
| Mike He      | Cyndi Wang     | Love Keeps Going                                                                                 |
| Ming Dao     | Joe Chen       | Let's Dance The Prince Who Turns Into a Frog Staying by Sunshine, Staying by You Ying Ye 3 Jia 1 |
| Nicholas Teo | Amber Kuo      | Invincible Shan Bao Mei                                                                          |
| Nicholas Teo | Cyndi Wang     | Smiling Pasta                                                                                    |
| Peter Ho     | Barbie Hsu     | Summer's Desire                                                                                  |
| Show Luo     | Barbie Hsu     | Corner With Love                                                                                 |
| Show Luo     | Rainie Yang    | Hi My Sweetheart                                                                                 |
| Siwon        | Ivy Chen       | Skip Beat!                                                                                       |
| Sunny Wang   | Cheryl Yang    | Once Upon a Love                                                                                 |
| Vanness Wu   | Ady An         | Autumn's Concerto                                                                                |
| Vic Chou     | Barbie Hsu     | Mars                                                                                             |
| Wallace Huo  | Penny Lin      | 100% Senorita                                                                                    |
| Wang Zi      | Gui Gui        | Brown Sugar Macchiato                                                                            |
| Wang Zi      | Xiao Xun       | The Legend of Brown Sugar Chivalries                                                             |
| Wilber Pan   | Rainie Yang    | Miss No Good                                                                                     |
| Wilber Pan   | Sandrine Pinna | Endless Love                                                                                     |
| Wu Chun      | Ariel Lin      | Tokyo Juliet                                                                                     |
| Wu Chun      | Ella Chen      | Hanazakarino Kimitachihe                                                                         |
| Wu Chun      | Angela Chang   | Romantic Princess                                                                                |
| Wu Chun      | Rainie Yang    | Sunshine Angel                                                                                   |